# Karl August Fink
Karl August Fink (ur. 10 maja 1904 w Konstancji, zm. 4 kwietnia 1983 w Rottweil) – niemiecki teolog katolicki i historyk Kościoła.

## Życiorys
Karl August Fink studiował teologię katolicką i historię średniowiecza na uniwersytetach we Fryburgu i Münster. W 1928 roku otrzymał we Fryburgu święcenia kapłańskie. Karl Fink był najpierw zaangażowany w działalność duszpasterską. W 1929 roku obronił dysertację i uzyskał stopień doktora teologii. Następnie był do 1936 asystentem u Paula Fridolina Kehra w Pruskim Instytucie Historycznym.  W 1935 roku uzyskał habilitację na Uniwersytecie we Fryburgu rozprawą o papieżu Marcinie V i Aragonii. Od 1932 do 1935 Karl Fink był także prorektorem w seminarium w Campo Santo Teutonico. W tym czasie zawarł znajomość z Hubertem Jedinem.
W 1937 roku został mianowany profesorem nadzwyczajnym historii Kościoła w Państwowej Akademii w Braniewie w Prusach Wschodnich. W 1940 roku objął tymczasowo katedrę profesora historii Kościoła, patrologii i chrześcijańskiej archeologii na Uniwersytecie w Tybindze. W 1945 został na tej uczelni profesorem zwyczajnym. Jednym z obszarów jego zainteresowań naukowych był Sobór w Konstancji. W 1969 przeszedł na emeryturę.
Jego bratem był filozof Eugen Fink.